# Whilce Portacio
Whilce Portacio est un dessinateur de comics américano-philippin né le 8 juillet 1963.

## Biographie
Il a débuté en 1985 chez Marvel Comics en encrant la série Alien Legion, puis la mini-série Longshot écrite par Ann Nocenti et dessinée par Arthur Adams, puis quelques épisodes des Uncanny X-Men.
Par la suite, on lui confia les dessins de Punisher (Punisher #8-20) qui le firent remarquer. Il continua sur Facteur-X pour les numéros qui suivent X-Tinction Agenda (X-Factor #63-69) et passa ensuite sur Uncanny X-Men (UXM #281-287) à la suite de la Saga de l'île de Muir. En effet, les titres X-Men subirent à cette époque de profonds changement, avec la création de la série X-Men, le regroupement des X-Men de première et deuxième générations au sein des équipes Bleu et Or, et des personnages totalement différents dans Facteur-X.
En 1992 Whilce quitte Marvel Comics et se joint à 6 autres artistes (Jim Lee, Marc Silvestri, Rob Liefeld, Erik Larsen, Todd McFarlane et Jim Valentino) pour former la société Image Comics. Malheureusement en 1993, sa jeune sœur décède d'une maladie alors qu'il est en train de préparer le premier numéro de sa série WetWorks. Il abandonne alors quelque temps les comics. Il revient en 1994 mais sans le désir de créer son propre studio au sein d'Image. WetWorks paraît alors sous le label de Jim Lee, Wildstorm.
Par la suite, il revint le temps de quelques épisodes chez Marvel tout comme d'autres artistes d'Image le temps de lancer l'événement Heroes Reborn. Whilce dessina alors quelques épisodes de la nouvelle série Iron Man.
Il restera inactif quelque temps (c'est pendant cette période d'inactivité qu'il a découvert un autre talent philippin, Jay Anacleto) avant de s'investir dans le Studio Avalon, cofondé avec Brian Haberlin. Il y réalisera entre 1998 et 2000 la mini-série en quatre numéros Stone: The Awakening puis les premiers épisodes de la série régulière Stone. 
En 2000 il retournera chez Marvel à l'occasion d'un remaniement des titres secondaires liés aux X-Men supervisé par Warren Ellis. Il travaillera sur la série X-Force (à partir du #102 et jusqu'au 109, avec une pause au 107), qui met en scène une nouvelle équipe dont les aventures sont scénarisées par Ellis.
En 2003, de retour chez Wildstorm, il lancera la série StormWatch : Team Achilles, scénarisée par Micah Ian Wright. Il a depuis réalisé quelques épisodes, comme Coup d'État : The Authority et The Authority vol. 2 # 14, tout en préparant le retour de WetWorks en 2006 avec le scénariste Mike Carey.

## Publications
Les épisodes suivis d'un astérisque ont été traduits en France, même partiellement.

### Encreur
- Alien Legion #6-8 (Marvel, 1985) *
- Alpha Flight vol.1 #39-47, 49-54 (Marvel, 1986-1987) *
- Longshot 1985, série limitée en six parties, dans Special Strange 56-62 1988, écrite par Ann Nocenti, dessinée par Arthur Adams, encrée par Whilce Portacio
- New Mutants vol.1 #43 (Marvel, 1986) *
- Star Wars  #107 (Marvel, 1986)
- Uncanny X-Men #201, 204, 267 (Marvel, 1986) *
- Wolfpack (Marvel, 1987)

### Dessinateur
- The Authority vol. 2 # 14 (Wildstorm, 2004)
- Batman Confidential #1-6 (DC Comics, 2006-2007)
- Coup d'État : The Authority (Wildstorm, 2004)
- Daredevil Annual #4 (Marvel, 1989)
- Iron Man vol.2 #1-3, #6-8 1996-1997, dans Iron Man 1-8 1998 écrit par Scott Lobdell, Jim Lee et Jeph Loeb, dessiné par Whilce Portacio et Jim Lee, et encré par plusieurs encreurs différents.
- Legion Of Night, The #1-2 (Marvel, 1991)
- Power Pack #46 (Marvel, 1989)
- Punisher #8-18, 20 1988, dans Punisher 4-6 et Récit Complet Marvel 26 1990, écrit par Mike Baron, dessiné par Whilce Portacio, encré par Scott Williams
- Stone : The Awakening #1-4, Stone #1-4, traduits dans les numéros 1 à 3 de la revue Stone, plus un preview dans un supplément à Comic Box 16
- StormWatch : Team Achilles #0-6, 9-10, traduit partiellement dans StormWatch : Team Achilles 1
- Strange Tales vol.2 #12 (Marvel, 1988)
- Strikeforce: Morituri #10, 16 (Marvel, 1987, 1988)
- Team 7 #1 (Wildstorm, 1994)
- Uncanny X-Men # 273, 281-287 1991-1992 dans Special Strange 83-86 1992 - 1993, écrit Whilce Portacio, Jim Lee et John Byrne, dessiné par Whilce Portacio, encré par Art Thibert
- X-Factor #63-69 1991 dans Facteur-X 17-19 et X-Men Saga 10 1992, écrit par Louise Simonson, Chris Claremont, Fabian Nicieza, Jim Lee et Wilce Portacio, dessiné par Wilce Portacio, encré par Art Thibert
- X-Force vol.1 #102-106, 108-109 (Marvel, 2000) *
- WetWorks #1-9, #12 1994-1995, partiellement traduit dans WetWorks 1-4 1998, coécrit par Francis Takenaga écrit et dessiné par Whilce Portacio, encré par Scott Williams